# المشواف (حزم العدين)

تعديل مصدري - تعديل

المشواف محلة تابعة لقرية الرش، التابعة لعزلة الاحكوم بمديرية حزم العدين إحدى مديريات محافظة إب في الجمهورية اليمنية، بلغ تعداد سكانها 59 حسب تعداد اليمن لعام 2004.